# Удалые
Удалые — деревня в Зуевском районе Кировской области в составе Зуёвского сельского поселения.

## География
Находится на расстоянии примерно 2 километра на юго-восток от районного центра города Зуевка.

## История
Известна с 1678 года, когда в ней (на тот момент займище Мусихинское) отмечено 2 двора, в 1764 году учтено 79 жителей. В 1873 году учтено дворов 17 и жителей 145, в 1905 — 37 и 206, в 1926 — 50 и 272, в 1950 — 42 и 141 соответственно, в 1989 отмечено 9 жителей.

## Население
Постоянное население составляло 4 человека (русские 100 %) в 2002 году, 1 в 2010.